# Поляна

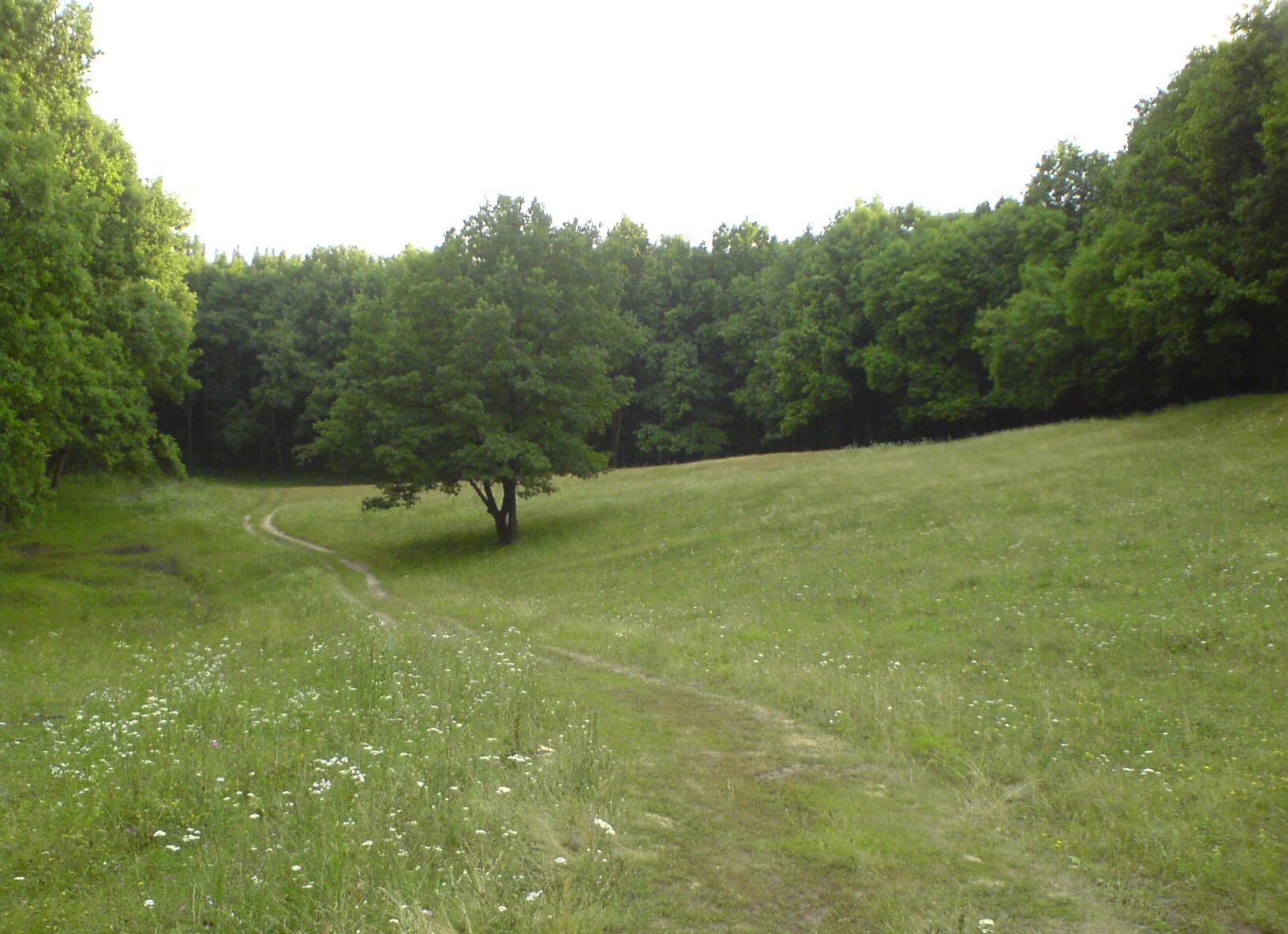
Поляна в лесу

Поля́на — открытый участок в лесу. Основная растительность — травы и мелкий кустарник.
Может образовываться вследствие неспособности почвы в этом месте обеспечивать питание и/или закрепления деревьев (постоянные поляны), или же вследствие вырубки, падения большого дерева с повреждением меньших вокруг, бурелома и т. д. (временные поляны).
Поляны в лесу являются участками, где могут развиваться нехарактерные для лесного биотопа растительные сообщества (с преобладанием трав и/или кустарников), а также сопутствующие виды животных. Поляны являются составным элементом леса.

## Топоним
Слово «поляна» входит в состав многих топонимов, например:
- Барбошина поляна
- Красная Поляна
- Лебяжья Поляна
- Сосновая Поляна
- Ясная Поляна
- Поляна Сказок